# Alpine Ski-Junioreneuropameisterschaften 1976
Die 5. Alpinen Ski-Junioreneuropameisterschaften fanden im März 1976 in Gällivare in Schweden statt.

## Herren

### Abfahrt
| Platz | Land | Sportler          |
| ----- | ---- | ----------------- |
| 1     | AUT  | Leonhard Stock    |
| 2     | SUI  | Conradin Cathomen |
| 3     | FRG  | Peter Stehle      |

### Riesenslalom
| Platz | Land | Sportler         |
| ----- | ---- | ---------------- |
| 1     | AUT  | Leonhard Stock   |
| 2     | BUL  | Petar Popangelow |
| 3     | ITA  | Peter Mally      |

### Slalom
| Platz | Land | Sportler         | Zeit        |
| ----- | ---- | ---------------- | ----------- |
| 1     | BUL  | Petar Popangelow | 1:37,74 min |
| 2     | AUT  | Franz Gruber     | 1:38,99 min |
| 3     | FRG  | Egon Hirt        | 1:39,01 min |

## Damen

### Abfahrt
| Platz | Land | Sportler          |
| ----- | ---- | ----------------- |
| 1     | NOR  | Torill Fjeldstad  |
| 2     | AUT  | Gerlinde Strixner |
| 3     | AUT  | Elfi Deufl        |

### Riesenslalom
| Platz | Land | Sportler           |
| ----- | ---- | ------------------ |
| 1     | AUT  | Michaela Schaffner |
| 2     | NOR  | Torill Fjeldstad   |
| 3     | AUT  | Gerlinde Strixner  |

### Slalom
| Platz | Land | Sportler             |
| ----- | ---- | -------------------- |
| 1     | AUT  | Michaela Schaffner   |
| 2     | TCH  | Jana Zemanová        |
| 3     | POL  | Małgorzata Michalska |

## Medaillenspiegel
| Platz | Land             | Gold | Silber | Bronze | Gesamt |
| ----- | ---------------- | ---- | ------ | ------ | ------ |
| 1     | Österreich       | 4    | 2      | 2      | 8      |
| 2     | Bulgarien        | 1    | 1      | –      | 2      |
| 2     | Norwegen         | 1    | 1      | –      | 2      |
| 4     | Schweiz          | –    | 1      | –      | 1      |
| 4     | Tschechoslowakei | –    | 1      | –      | 1      |
| 6     | BR Deutschland   | –    | –      | 2      | 2      |
| 7     | Italien          | –    | –      | 1      | 1      |
| 7     | Polen            | –    | –      | 1      | 1      |